# (466746) 2015 AZ36
(466746) 2015 AZ36 es un asteroide perteneciente al cinturón de asteroides, descubierto el 30 de diciembre de 2008 por el equipo Spacewatch desde el Observatorio Nacional de Kitt Peak (Arizona, Estados Unidos).